# Atletismo nos Jogos Pan-Americanos de 1991 - Revezamento 4x400 m masculino
A prova do revezamento 4x400 m masculino nos Jogos Pan-Americanos de 1991 foi realizada em 11 de agosto em Havana, Cuba.

## Medalhistas
| Ouro                                                                | Prata                                                                      | Bronze                                                                     |
| CUB Cuba Héctor Herrera Agustín Pavó Jorge Valentín Lázaro Martínez | USA Estados Unidos Gabriel Luke Jeff Reynolds Quincy Watts Clarence Daniel | JAM Jamaica Patrick O'Connor Howard Burnett Michael Anderson Seymour Fagan |

### Final
| Posição           | Nação                        | Nomes                                                             | Tempo   | Notas |
| ----------------- | ---------------------------- | ----------------------------------------------------------------- | ------- | ----- |
| Medalha de ouro   | CUB Cuba                     | Héctor Herrera, Agustín Pavó, Jorge Valentín, Lázaro Martínez     | 3:01.93 |       |
| Medalha de prata  | USA Estados Unidos           | Gabriel Luke, Jeff Reynolds,Quincy Watts,Clarence Daniel          | 3:02.02 |       |
| Medalha de bronze | JAM Jamaica                  | Patrick O'Connor, Howard Burnett, Michael Anderson, Seymour Fagan | 3:02.12 |       |
| 4                 | TRI Trinidad e Tobago        | Patrick Delice, Alvin Daniel, Robert Guy, Ian Morris              | 3:06.91 | [ 2 ] |
| 5                 | BAR Barbados                 |                                                                   | 3:07.74 |       |
| 6                 | CAN Canadá                   |                                                                   | 3:08.36 |       |
| 7                 | VIN São Vicente e Granadinas |                                                                   | 3:20.33 |       |
| 8                 | BLZ Belize                   |                                                                   | 3:21.24 |       |